# 히가시쿠니노미야 내각
히가시쿠니노미야 내각(東久邇宮内閣)은 황족, 육군대장 히가시쿠니노미야 나루히코가 제43대 내각총리대신으로 임명되어, 1945년 8월 17일부터 1945년 10월 9일까지 존재한 일본의 내각이다.

## 재직 기간
- 1945년(쇼와 20년) 8월 17일 ~ 1945년(쇼와 20년) 10월 9일
- 재직 일수 : 54일